# Jamaica Inn
Jamaica Inn (Posada Jamaica o La posada maldita) es una película británica de 1939 del género de aventura dirigida por Alfred Hitchcock. Es una adaptación de la novela homónima, escrita por Daphne du Maurier y publicada en 1936.

## Sinopsis

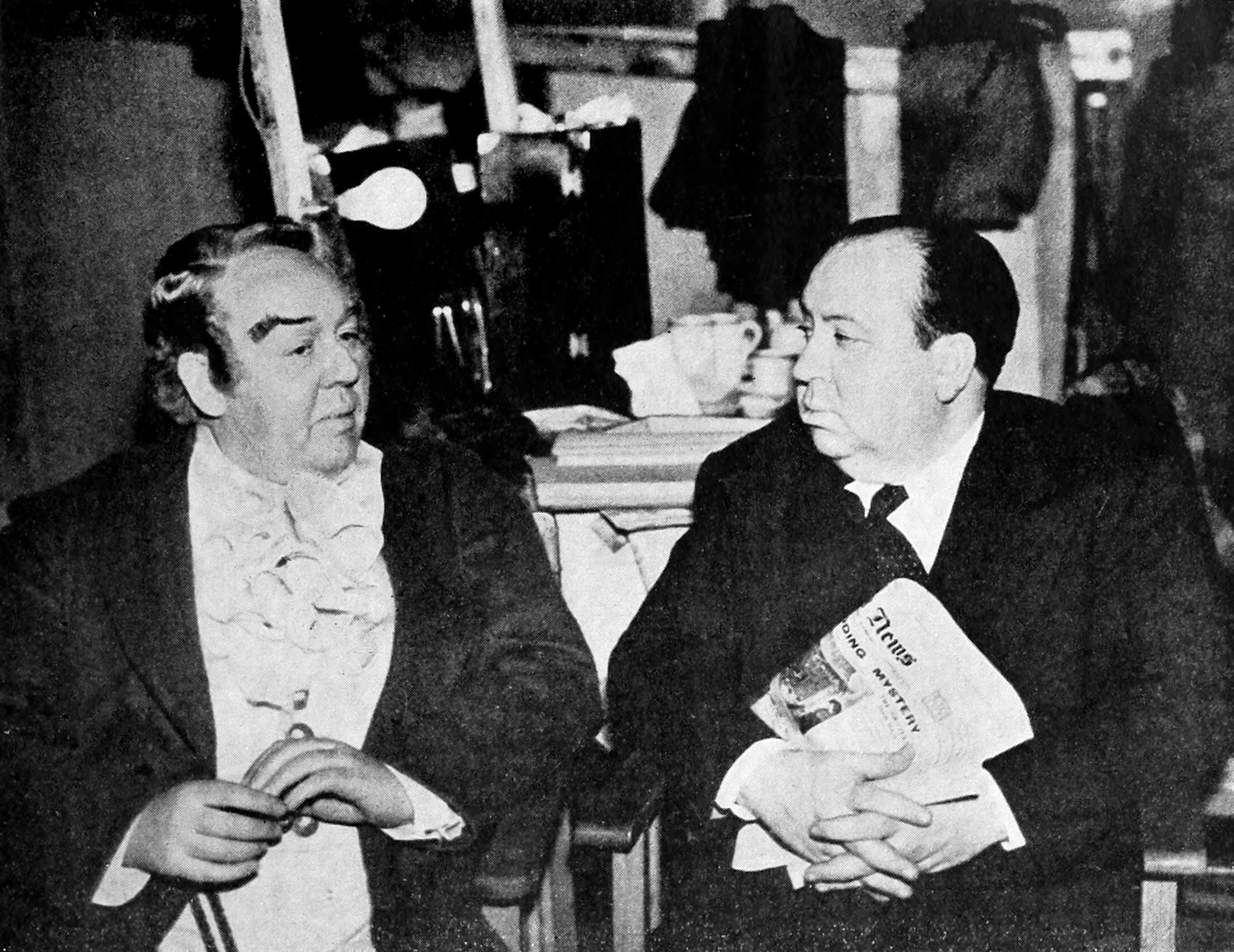
Charles Laughton y Alfred Hitchcock en una foto publicitaria de un número de la revista del National Board of Review.

La película narra cómo, a principios del siglo XIX, una joven huérfana irlandesa, Mary (Maureen O'Hara), desembarca en Cornualles para encontrarse con su tía Patience, cuyo marido, Joss, tiene una taberna en la costa. 
Suceden cosas de todo tipo en esa famosa taberna, que cobija a saqueadores de náufragos, gente que goza de total impunidad, e incluso se les informa regularmente del paso de navíos por la región para que vayan a asaltarlos. 
A la cabeza de todo este bandidaje se encuentra un hombre respetable que maneja los hilos, y este hombre no es otro que el juez de paz Sir Humphrey Pengallan (Charles Laughton).

## Reparto
- Charles Laughton: Sir Humphrey Pengallan.
- Maureen O'Hara: Mary.
- Leslie Banks: Joss Merlyn.
- Emlyn Williams: Harry.
- Robert Newton: James Trehearne ('Jem').
- Marie Ney: Patience Merlyn (esposa de Joss).
- Wylie Watson: Salvation Watkins.
- Edwin Greenwood: Dandy.
- Mervyn Johns: Thomas.